# Björna 122:1
Björna 122:1 är en samisk härd vid Vacksundsmon på Lockstamon i Björna, i Örnsköldsviks kommun, som tillhört en boplats. Härden var vid upptäckten 1988 det första fyndet av sitt slag i Västernorrlands län.

## Upptäckten
Härden upptäcktes 1989 av Bernt Ove Viklund och Christer Westerdahl. Den blev då det först upptäckta fornminnet av typen samisk härd i Västernorrland.

## Beskrivning
Härden är oval 1,3x0,9 meter och 10 centimeter hög. Kring kanten finns nio synliga stenar. Härden är delvis stenfylld och nästan helt övermossad. Härden undersöktes efter upptäckten av Länsmuseet Murberget hösten 1990. Den är skyddad av Örnsköldsviks museum.